# Josef Andre

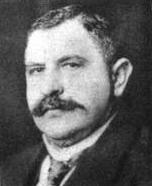
Josef Andre

Josef Andre (* 16. Februar 1879 in Schramberg; † 15. März 1950 in Stuttgart) war ein deutscher Politiker des Zentrums.

## Leben und Beruf
Andre entstammte der kinderreichen Familie eines Strohhutarbeiters. Nach dem Besuch der Volksschule in Schramberg erlernte Andre von 1896 bis 1899 den Beruf des Schreiners. Nach einigen Gesellenjahren im erlernten Beruf und Fortbildungskursen beim Volksverein für das katholische Deutschland war er ab 1904 bis 1926 als Nachfolger von Matthias Erzberger Arbeitersekretär in der Katholischen Arbeiterbewegung.

## Politische Betätigung im Königreich Württemberg
Andre war Mitglied des Zentrums und von dessen Jugendorganisation Windthorstbund. Innerhalb der Partei wurde er zum linken Parteiflügel gezählt. Er war Vorsitzender der Untergliederung für die Region Ulm. Von 1906 bis 1918 war Andre Landtagsabgeordneter für die Wähler im württembergischen Oberamt Oberndorf. Er besaß somit ein Mandat in der Zweiten Kammer der Württembergischen Landstände. Im Ersten Weltkrieg diente er beim Landsturm.

## Während der Weimarer Republik
Andre war Mitglied im Verband der Kriegsteilnehmer und im Konsumentenausschuss. 1919 wurde er in die Württembergische Landesversammlung gewählt und gehörte danach bis 1933 wieder dem Landtag an. Er gehörte von 1919 bis 1920 der Weimarer Nationalversammlung an. Anschließend war er bis zum 31. Oktober 1928 Reichstagsabgeordneter. Im Sommer 1926 erlangte er die Position eines Regierungsrats im württembergischen Wirtschaftsministerium. Von 1928 bis 1934 war er Präsident der Landesversicherungsanstalt Württemberg. Andre betätigte sich zudem als Zeitungsherausgeber für Blätter mit parteipolitischen und sozialen Themen.

## Im politischen Abseits
Die Nationalsozialisten enthoben Andre 1934 aus politischen Gründen seines Amtes als Präsident der Landesversicherungsanstalt. Danach war er ab September 1934 als Rechtsberater bei der sozialen Beratungsstelle des Caritasverbandes tätig. Nach dem Attentat vom 20. Juli 1944 wurde er noch im selben Monat in Schramberg verhaftet, kam von dort für drei Wochen ins Polizeigefängnis nach Stuttgart, danach für sieben Wochen ins Schutzhaftlager Welzheim und von hier aus Anfang Oktober 1944 in das Arbeitserziehungslager im Lautenbachtal. Hier wurde er am 1. November 1944 entlassen.

## Nachkriegszeit
Nach dem Zweiten Weltkrieg wurde Andre zum ersten Präsidenten der Landesversicherungsanstalt (LVA) Württemberg ernannt und war treibende Kraft beim Prozess der Entnazifizierung der LVAen Baden und Württemberg. Er beteiligte sich am Aufbau der CDU, deren Vorsitzender für Nordwürttemberg er von 1946 bis 1948 war. 1946 war er Mitglied der Vorläufigen Volksvertretung und der Verfassunggebenden Landesversammlung in Württemberg-Baden. Bis zu seinem Tode war er als Vertreter des Wahlkreises Schwäbisch Gmünd Abgeordneter des ersten Landtags von Württemberg-Baden.
Josef Andre war nach dem Zweiten Weltkrieg von September 1945 bis Mai 1946 Wirtschaftsminister im Kabinett des Ministerpräsidenten Reinhold Maier in Württemberg-Baden. Auf Drängen der US-Militärregierung wurde er am 31. Mai 1946 aus diesem Amt entlassen. Vom 1. Juni bis zum 20. Dezember 1946 war Andre Minister zur besonderen Verwendung.

## Familie
Josef Andre war seit 1906 in erster Ehe mit Maria Balbina Faist (* 1882; † 1932) verheiratet. 1946 heiratete er in zweiter Ehe Anna Maria Schnell geborene Kuhn (* 1895). Andre war Vater von sechs Kindern.

## Ehrungen
Nach Andre ist die Josef-Andre-Straße in Schramberg benannt.